# Bajati

Tamga Bajatů

Bajati (turecky Bayat boyu, ázerbájdžánsky Bayad, Bayatı plurál Bayatılar, Bayat nebo Boyat tayfası, turkmensky Bayat, persky بیات → Bayat) jsou jeden z historicky primárních 24 kmenů Oguzských Turků. Společně s kmenem Kajyů stál v čele všech Oguzů jako – íl-bašové – Kajy-Bajat. Proces migrace jeho příslušníků ze Střední Asie na Blízký Východ započal v 11. století a byl završen v 16. století. Byli usazení na územích Turkménie, Íránu, Ázerbájdžánu, Turecka, Iráku a Sýrie. Mimo těchto zemí jejich zbytky v současnosti ještě lze nalézt v Libanonu, Afghánistánu, Indii, Turkmenistánu a Uzbekistánu. Příjmení Bajat je běžné v Afghánistánu, Íránu, Ázerbájdžánu a v menší míře v Turecku, Libanonu a Indii. V Turkmenistánu nese význam „rytíř“ nebo „kavalír“. Představují subetnickou skupinu Ázerbájdžánců a Turkmenů. Bajati mluví jižním dialektem jazyka ázerbájdžánského.

## Původ a dějiny
Bajat byl název jednoho z 24 oghuzských kmenů. Bajati se dělili na dvě hlavní skupiny odlišující se jménem: Ak Bajat → bílí a Kara Bajat → černí. Kajyové a Bajati se stali il-bašové (vůdci, vládnoucími kmeny) všech 24 oguzských kmenů (Oguzské knížectví ve Střední Asii). Společně byli nazýváni „Kajy-Bajat“. Vzniklá vnitřní krize Oguzského knížectví, která vyhrotila vztahy mezi dobytkářskou aristokracii a chudinou, přinutila část některých oguzských kmenů raději přesídlit do muslimských států na jihu. Do čela migrantů se postavila významná rodina Seldžukovců, pocházející z oguzského kmene Kynyků .
Ak Bajati, kteří zůstali v Syrdarském regionu, se v roce 1153 přiklonili k rebelům, jež byli zajati Seldžukovským Ahmedem Sandžarem. Po celou dobu Seldžukovského dobývání Blízkého východu byli Bajati jeho účastníky. V průběhu této migrace se podstatná část Ak Bajati usadila zejména v Turecku, v severním Iráku a v Sýrii. Druhá hlavní skupina – Kara Bajati, se usadila v Chorásánu, z větší části kolem Níšápúru. Na Ögedejův příkaz mongolský generál Čormakan přešel v roce 1230 Amudarju a bez odporu obsadil Chorasán s jeho hlavním centrem Herátem. Ustavení Ílchanátu v roce 1256 Tataro-mongoly přimělo zbylé Oguzy k úniku z dosavadních sídel na západ do Malé Asie.

## Původ jména
Pojmenování a etymologie jsou nejisté. Jedná to pravděpodobně o množné číslo „bajan“ → „bohatý“ a nejspíš může pocházet od Žuan-žuanských kmenů. V tomto případě se prohlášení Rašíd al-Din Hamadániho, že to znamená „štěstí“, stává správné.
Vznik jména tohoto kmene se podle legend o jejich původu vztahuje na Oguz-kaganovho vnuka jménem „Bajat“.
- Podle předcházející ústní legendy a Oguz-kaganova eposu, napsaného na počátku 14. století, známého taky pod názvem Oguz-name, pocházejí z 24 turkomanských kmenů Oguzů.

- V epose od Mahmúda Kašgarského (Mahmud al-Kāshgharī) Divân-ı Lügati't-Türk napsaného v 11. století je uvedeno:

| „ | …ve svazu Oguzů je 22 divizií… | “ |

Bajati jsou uvedeni na 9. místě v pořadí.
V staroturečtině jejich domorodý název znamená: bohatý, šťastný a plný milosti. Jako každý kmen či klan patřící do skupiny Oguzů měli a mají svůj znak – tamgu. Jejích zvířecím totemem bylo káně.

## Oguzské kmeny podle Oguz-kaganova eposu
|  |  |  |  |                                        |                                        |                                        |                                        |                                        |                                        |  |  |  |  |                                       |                                       |                                       |                                       |                                       |                                       |  |  |  |  |                                         |                                         |                                         |                                         |                                         |                                         |          |  |  |  |  |  |                                          |                                          |                                          |                                          |                                          |                                          |  |  |  |  |                                          |                                          |                                          |                                          |                                          |                                          |  |  |  |  |                                     |                                     |                                     |                                     |                                     |                                     |  |  |  |  |  |  |  |  |  |  |  |  |  |  |
|  |  |  |  |                                        |                                        |                                        |                                        |                                        |                                        |  |  |  |  |                                       |                                       |                                       |                                       |                                       |                                       |  |  |  |  |                                         |                                         |                                         |                                         |                                         |                                         |          |  |  |  |  |  |                                          |                                          |                                          |                                          |                                          |                                          |  |  |  |  |                                          |                                          |                                          |                                          |                                          |                                          |  |  |  |  |                                     |                                     |                                     |                                     |                                     |                                     |  |  |  |  |  |  |  |  |  |  |  |  |  |  |
|  |  |  |  |                                        |                                        |                                        |                                        |                                        |                                        |  |  |  |  |                                       |                                       |                                       |                                       |                                       |                                       |  |  |  |  |                                         |                                         |                                         |                                         |                                         |                                         | Oghuzové |  |  |  |  |  |                                          |                                          |                                          |                                          |                                          |                                          |  |  |  |  |                                          |                                          |                                          |                                          |                                          |                                          |  |  |  |  |                                     |                                     |                                     |                                     |                                     |                                     |  |  |  |  |  |  |  |  |  |  |  |  |  |  |
|  |  |  |  |                                        |                                        |                                        |                                        |                                        |                                        |  |  |  |  |                                       |                                       |                                       |                                       |                                       |                                       |  |  |  |  |                                         |                                         |                                         |                                         |                                         |                                         |          |  |  |  |  |  |                                          |                                          |                                          |                                          |                                          |                                          |  |  |  |  |                                          |                                          |                                          |                                          |                                          |                                          |  |  |  |  |                                     |                                     |                                     |                                     |                                     |                                     |  |  |  |  |  |  |  |  |  |  |  |  |  |  |
|  |  |  |  |                                        |                                        |                                        |                                        |                                        |                                        |  |  |  |  |                                       |                                       |                                       |                                       |                                       |                                       |  |  |  |  |                                         |                                         |                                         |                                         |                                         |                                         |          |  |  |  |  |  |                                          |                                          |                                          |                                          |                                          |                                          |  |  |  |  |                                          |                                          |                                          |                                          |                                          |                                          |  |  |  |  |                                     |                                     |                                     |                                     |                                     |                                     |  |  |  |  |  |  |  |  |  |  |  |  |  |  |
|  |  |  |  |                                        |                                        |                                        |                                        |                                        |                                        |  |  |  |  |                                       |                                       |                                       |                                       |                                       |                                       |  |  |  |  |                                         |                                         |                                         |                                         |                                         |                                         |          |  |  |  |  |  |                                          |                                          |                                          |                                          |                                          |                                          |  |  |  |  |                                          |                                          |                                          |                                          |                                          |                                          |  |  |  |  |                                     |                                     |                                     |                                     |                                     |                                     |  |  |  |  |  |  |  |  |  |  |  |  |  |  |
|  |  |  |  |                                        |                                        |                                        |                                        |                                        |                                        |  |  |  |  | Bozokové (Sivé šípy)                  | Bozokové (Sivé šípy)                  | Bozokové (Sivé šípy)                  | Bozokové (Sivé šípy)                  | Bozokové (Sivé šípy)                  | Bozokové (Sivé šípy)                  |  |  |  |  |                                         |                                         |                                         |                                         |                                         |                                         |          |  |  |  |  |  |                                          |                                          |                                          |                                          |                                          |                                          |  |  |  |  | Üčokové (Tři šípy)                       | Üčokové (Tři šípy)                       | Üčokové (Tři šípy)                       | Üčokové (Tři šípy)                       | Üčokové (Tři šípy)                       | Üčokové (Tři šípy)                       |  |  |  |  |                                     |                                     |                                     |                                     |                                     |                                     |  |  |  |  |  |  |  |  |  |  |  |  |  |  |
|  |  |  |  |                                        |                                        |                                        |                                        |                                        |                                        |  |  |  |  | Bozokové (Sivé šípy)                  | Bozokové (Sivé šípy)                  | Bozokové (Sivé šípy)                  | Bozokové (Sivé šípy)                  | Bozokové (Sivé šípy)                  | Bozokové (Sivé šípy)                  |  |  |  |  |                                         |                                         |                                         |                                         |                                         |                                         |          |  |  |  |  |  |                                          |                                          |                                          |                                          |                                          |                                          |  |  |  |  | Üčokové (Tři šípy)                       | Üčokové (Tři šípy)                       | Üčokové (Tři šípy)                       | Üčokové (Tři šípy)                       | Üčokové (Tři šípy)                       | Üčokové (Tři šípy)                       |  |  |  |  |                                     |                                     |                                     |                                     |                                     |                                     |  |  |  |  |  |  |  |  |  |  |  |  |  |  |
|  |  |  |  |                                        |                                        |                                        |                                        |                                        |                                        |  |  |  |  |                                       |                                       |                                       |                                       |                                       |                                       |  |  |  |  |                                         |                                         |                                         |                                         |                                         |                                         |          |  |  |  |  |  |                                          |                                          |                                          |                                          |                                          |                                          |  |  |  |  |                                          |                                          |                                          |                                          |                                          |                                          |  |  |  |  |                                     |                                     |                                     |                                     |                                     |                                     |  |  |  |  |  |  |  |  |  |  |  |  |  |  |
|  |  |  |  |                                        |                                        |                                        |                                        |                                        |                                        |  |  |  |  |                                       |                                       |                                       |                                       |                                       |                                       |  |  |  |  |                                         |                                         |                                         |                                         |                                         |                                         |          |  |  |  |  |  |                                          |                                          |                                          |                                          |                                          |                                          |  |  |  |  |                                          |                                          |                                          |                                          |                                          |                                          |  |  |  |  |                                     |                                     |                                     |                                     |                                     |                                     |  |  |  |  |  |  |  |  |  |  |  |  |  |  |
|  |  |  |  | „Günchán“ Kajı Bajat Alkaevli Karaevli | „Günchán“ Kajı Bajat Alkaevli Karaevli | „Günchán“ Kajı Bajat Alkaevli Karaevli | „Günchán“ Kajı Bajat Alkaevli Karaevli | „Günchán“ Kajı Bajat Alkaevli Karaevli | „Günchán“ Kajı Bajat Alkaevli Karaevli |  |  |  |  | „Ajchán“ Jazgır Töker Dodurga Japrılı | „Ajchán“ Jazgır Töker Dodurga Japrılı | „Ajchán“ Jazgır Töker Dodurga Japrılı | „Ajchán“ Jazgır Töker Dodurga Japrılı | „Ajchán“ Jazgır Töker Dodurga Japrılı | „Ajchán“ Jazgır Töker Dodurga Japrılı |  |  |  |  | „Jyldyzchán“ Avšar Kızık Begdili Kargın | „Jyldyzchán“ Avšar Kızık Begdili Kargın | „Jyldyzchán“ Avšar Kızık Begdili Kargın | „Jyldyzchán“ Avšar Kızık Begdili Kargın | „Jyldyzchán“ Avšar Kızık Begdili Kargın | „Jyldyzchán“ Avšar Kızık Begdili Kargın |          |  |  |  |  |  | „Gökchán“ Bajındır Bedženeg Čavdur Čepni | „Gökchán“ Bajındır Bedženeg Čavdur Čepni | „Gökchán“ Bajındır Bedženeg Čavdur Čepni | „Gökchán“ Bajındır Bedženeg Čavdur Čepni | „Gökchán“ Bajındır Bedženeg Čavdur Čepni | „Gökchán“ Bajındır Bedženeg Čavdur Čepni |  |  |  |  | „Dagchán“ Salur Ejmür Alan-jurtlu Üregil | „Dagchán“ Salur Ejmür Alan-jurtlu Üregil | „Dagchán“ Salur Ejmür Alan-jurtlu Üregil | „Dagchán“ Salur Ejmür Alan-jurtlu Üregil | „Dagchán“ Salur Ejmür Alan-jurtlu Üregil | „Dagchán“ Salur Ejmür Alan-jurtlu Üregil |  |  |  |  | „Denizchán“ Igdir Bükdüz Jiva Kınık | „Denizchán“ Igdir Bükdüz Jiva Kınık | „Denizchán“ Igdir Bükdüz Jiva Kınık | „Denizchán“ Igdir Bükdüz Jiva Kınık | „Denizchán“ Igdir Bükdüz Jiva Kınık | „Denizchán“ Igdir Bükdüz Jiva Kınık |  |  |  |  |  |  |  |  |  |  |  |  |  |  |
|  |  |  |  | „Günchán“ Kajı Bajat Alkaevli Karaevli | „Günchán“ Kajı Bajat Alkaevli Karaevli | „Günchán“ Kajı Bajat Alkaevli Karaevli | „Günchán“ Kajı Bajat Alkaevli Karaevli | „Günchán“ Kajı Bajat Alkaevli Karaevli | „Günchán“ Kajı Bajat Alkaevli Karaevli |  |  |  |  | „Ajchán“ Jazgır Töker Dodurga Japrılı | „Ajchán“ Jazgır Töker Dodurga Japrılı | „Ajchán“ Jazgır Töker Dodurga Japrılı | „Ajchán“ Jazgır Töker Dodurga Japrılı | „Ajchán“ Jazgır Töker Dodurga Japrılı | „Ajchán“ Jazgır Töker Dodurga Japrılı |  |  |  |  | „Jyldyzchán“ Avšar Kızık Begdili Kargın | „Jyldyzchán“ Avšar Kızık Begdili Kargın | „Jyldyzchán“ Avšar Kızık Begdili Kargın | „Jyldyzchán“ Avšar Kızık Begdili Kargın | „Jyldyzchán“ Avšar Kızık Begdili Kargın | „Jyldyzchán“ Avšar Kızık Begdili Kargın |          |  |  |  |  |  | „Gökchán“ Bajındır Bedženeg Čavdur Čepni | „Gökchán“ Bajındır Bedženeg Čavdur Čepni | „Gökchán“ Bajındır Bedženeg Čavdur Čepni | „Gökchán“ Bajındır Bedženeg Čavdur Čepni | „Gökchán“ Bajındır Bedženeg Čavdur Čepni | „Gökchán“ Bajındır Bedženeg Čavdur Čepni |  |  |  |  | „Dagchán“ Salur Ejmür Alan-jurtlu Üregil | „Dagchán“ Salur Ejmür Alan-jurtlu Üregil | „Dagchán“ Salur Ejmür Alan-jurtlu Üregil | „Dagchán“ Salur Ejmür Alan-jurtlu Üregil | „Dagchán“ Salur Ejmür Alan-jurtlu Üregil | „Dagchán“ Salur Ejmür Alan-jurtlu Üregil |  |  |  |  | „Denizchán“ Igdir Bükdüz Jiva Kınık | „Denizchán“ Igdir Bükdüz Jiva Kınık | „Denizchán“ Igdir Bükdüz Jiva Kınık | „Denizchán“ Igdir Bükdüz Jiva Kınık | „Denizchán“ Igdir Bükdüz Jiva Kınık | „Denizchán“ Igdir Bükdüz Jiva Kınık |  |  |  |  |  |  |  |  |  |  |  |  |  |  |
|  |  |  |  |                                        |                                        |                                        |                                        |                                        |                                        |  |  |  |  |                                       |                                       |                                       |                                       |                                       |                                       |  |  |  |  |                                         |                                         |                                         |                                         |                                         |                                         |          |  |  |  |  |  |                                          |                                          |                                          |                                          |                                          |                                          |  |  |  |  |                                          |                                          |                                          |                                          |                                          |                                          |  |  |  |  |                                     |                                     |                                     |                                     |                                     |                                     |  |  |  |  |  |  |  |  |  |  |  |  |  |  |
|  |  |  |  |                                        |                                        |                                        |                                        |                                        |                                        |  |  |  |  |                                       |                                       |                                       |                                       |                                       |                                       |  |  |  |  |                                         |                                         |                                         |                                         |                                         |                                         |          |  |  |  |  |  |                                          |                                          |                                          |                                          |                                          |                                          |  |  |  |  |                                          |                                          |                                          |                                          |                                          |                                          |  |  |  |  |                                     |                                     |                                     |                                     |                                     |                                     |  |  |  |  |  |  |  |  |  |  |  |  |  |  |
|  |  |  |  | Totem Káně                             | Totem Káně                             | Totem Káně                             | Totem Káně                             | Totem Káně                             | Totem Káně                             |  |  |  |  | Totem Orel                            | Totem Orel                            | Totem Orel                            | Totem Orel                            | Totem Orel                            | Totem Orel                            |  |  |  |  | Totem Orel jestřábí                     | Totem Orel jestřábí                     | Totem Orel jestřábí                     | Totem Orel jestřábí                     | Totem Orel jestřábí                     | Totem Orel jestřábí                     |          |  |  |  |  |  | Totem Moták pochop                       | Totem Moták pochop                       | Totem Moták pochop                       | Totem Moták pochop                       | Totem Moták pochop                       | Totem Moták pochop                       |  |  |  |  | Totem Poštolka rudonohá                  | Totem Poštolka rudonohá                  | Totem Poštolka rudonohá                  | Totem Poštolka rudonohá                  | Totem Poštolka rudonohá                  | Totem Poštolka rudonohá                  |  |  |  |  | Totem Jestřáb lesní                 | Totem Jestřáb lesní                 | Totem Jestřáb lesní                 | Totem Jestřáb lesní                 | Totem Jestřáb lesní                 | Totem Jestřáb lesní                 |  |  |  |  |  |  |  |  |  |  |  |  |  |  |
|  |  |  |  | Totem Káně                             | Totem Káně                             | Totem Káně                             | Totem Káně                             | Totem Káně                             | Totem Káně                             |  |  |  |  | Totem Orel                            | Totem Orel                            | Totem Orel                            | Totem Orel                            | Totem Orel                            | Totem Orel                            |  |  |  |  | Totem Orel jestřábí                     | Totem Orel jestřábí                     | Totem Orel jestřábí                     | Totem Orel jestřábí                     | Totem Orel jestřábí                     | Totem Orel jestřábí                     |          |  |  |  |  |  | Totem Moták pochop                       | Totem Moták pochop                       | Totem Moták pochop                       | Totem Moták pochop                       | Totem Moták pochop                       | Totem Moták pochop                       |  |  |  |  | Totem Poštolka rudonohá                  | Totem Poštolka rudonohá                  | Totem Poštolka rudonohá                  | Totem Poštolka rudonohá                  | Totem Poštolka rudonohá                  | Totem Poštolka rudonohá                  |  |  |  |  | Totem Jestřáb lesní                 | Totem Jestřáb lesní                 | Totem Jestřáb lesní                 | Totem Jestřáb lesní                 | Totem Jestřáb lesní                 | Totem Jestřáb lesní                 |  |  |  |  |  |  |  |  |  |  |  |  |  |  |
|  |  |  |  |                                        |                                        |                                        |                                        |                                        |                                        |  |  |  |  |                                       |                                       |                                       |                                       |                                       |                                       |  |  |  |  |                                         |                                         |                                         |                                         |                                         |                                         |          |  |  |  |  |  |                                          |                                          |                                          |                                          |                                          |                                          |  |  |  |  |                                          |                                          |                                          |                                          |                                          |                                          |  |  |  |  |                                     |                                     |                                     |                                     |                                     |                                     |  |  |  |  |  |  |  |  |  |  |  |  |  |  |
|  |  |  |  |                                        |                                        |                                        |                                        |                                        |                                        |  |  |  |  |                                       |                                       |                                       |                                       |                                       |                                       |  |  |  |  |                                         |                                         |                                         |                                         |                                         |                                         |          |  |  |  |  |  |                                          |                                          |                                          |                                          |                                          |                                          |  |  |  |  |                                          |                                          |                                          |                                          |                                          |                                          |  |  |  |  |                                     |                                     |                                     |                                     |                                     |                                     |  |  |  |  |  |  |  |  |  |  |  |  |  |  |

## Krátká historie
Od 10. do 16. století, a taky později, byly domorodé skupiny Bajatů rozptýlené na obrovské rozloze od Anatolie přes Sýrii a Irák do východního Íránu. Zpočátku byli Bajaté koncipováni v Malé Asii, kde se smíchali s jinými Seldžukskými kmeny. Po úpadku Rúmského sultanátu ustavily Oguzské klany Bajatů, Afšarů a Begdiliů ší'itskou islámskou militantní skupinu pojmenovanou Kizilbašové, která vzkvétala v Anatolii a Kurdistánu. Do přelomu 15. a 16. století se však tito Kizilbašové přestěhovali do Persie. V období Safíovců byl celkový počet Bajatů v Persii odhadnut na 40 000 rodin.
Vojenské tažení Čingischánového potomka Tímúra-chána (1336 – 1405) na západ začalo v roce 1380 napadáním různých nástupnických států Ílchanátu. V roce 1389 postoupila jeho vojska z Herátu do vnitrozemí Persie, kde sklidil mnoho úspěchů. Tento triumf zahrnoval mimo jiné obsazení Níšápúru (Chorasán), který Tímúr-chán napadl se všemi svými silami. Válka s Tímúrovskou armádou vedla k velké ztrátě na životech Kara-Bajatů. Zbytek kmene Kara-Bajatů, který přežil, uprchl do okolních Níšápúrských hor.
1. Odtud jedna skupina uprchla na východ a severovýchod do Afghánistánu.
2. Druhá skupina uprchla na jihozápad směrem k Isfahánu. I zde Tímúr-chán, často nazývaný „Emír Tejmür“, obsadil Muzaffarovský Isfahán a v roce 1393 odstranil Muzaffary v Šírázu.
3. Třetí skupina se vydala na severozápad do Ázerbájdžánu, kde se rozdělila na dvě části. Jedna část odtáhla na západ do Anatolie a druhá část šla na jih do Iráku, Sýrie a Libanonu. Šlo o poslední vlnu kočovných tureckých kmenů, které migrovaly na západ.

Ještě v roce 1390 dobyl Tímúr-chán Ázerbájdžán, v roce 1400 Gruzii a vylidnil křesťanskou Arménii, čímž rozšířil svou říši na hranice Osmanské říše. Tímúr-chán zaměřil svou dobyvatelskou pozornost na Sýrii. Vyplenil Sivas a příštího roku u Bagdádu porazil Kara Kojunluské turkomany a rozvrátil Džalájirovský sultanát. Poté porazil mamlúky a obsazením Halabu a Šamu (soudobý název Damašku) se zmocnil celé Sýrie. V roce 1402 vtrhl Tímúr-chán do Anatolie a zaútočil na Osmanskou říši. Byl rozhořčen tím, že Bajezid-sultán (Yıldırım-Blesk) (1389 – 1402) obsadil města Malatya a Elbistan . Bajezid-sultán, zabývající se vojenským tažením na Balkáně, musel s vojskem spěchat do Malé Asie, kde se měla jeho armáda utkat v bitvě s Tímúr-chánovou armádou. Přestože Tímúr-chán měl v bitvě u Ankary velkou přesilu, osmanská armáda byla oslabována dezertéry Tatarů a Sipahíů z Anatolských bejliků. Při této velké porážce opustili Bajezid-sultánovou stranu také Bajati a přestoupili k silám Tímúr-chána. Bitva byla osudná nejen pro Bajezid-sultána, ale málem také pro celou osmanskou říši. Zatímco Tímúr-chán napadl Anatolii, shromáždil Kara Kojunluský Kara Júsuf nové vojsko, s nímž v roce 1402 dobyl Bagdád. Tímúr-chán pověřil svého vnuka Abu Bakr ibn Mirah-šáha opětovným dobytím Bagdádu, což se mu taky částečně podařilo. Poté uvolnil třicet tisíc Turkménských zajatců v Diyarbakıru , o které již v předcházejícím desetiletí požádal Ardabilský šejch Sadreddin Musa (1305 – 1391). Při zpátečním pochodu z Anatolie do Perského Ázerbájdžánu přivedl vězně jako dar šejchovi Chodža Alímu Safavimu († 1429) . Ze Šamu do Ardabílské oblasti překočovala taky část Ak Bajatů. Následně Tímúr-chán odpochodoval do Chorasánu a pak do Samarkhandu.
1. Bajati v Halabu (Aleppo) a Aintabu (Gaziantep) byli během emigrace mnoha svých členů do Anatolie a Íránu postupně přeřízení na úroveň malého kmene. Část, která zůstala žít mezi Gaziantepem a Aleppem, se později připojila k Ak Kojunluské konfederaci. Je pravděpodobné, že tito Bajati přišli ze severní Sýrie s Ak Kojunluskými turkomany. Odtud 10 000 stanů Ak-Bajatů překočovalo jihovýchodně od Hamadánu a usadilo se hlavně kolem Kazzāzu.[12] Z kmene Ak-Bajat pocházelo velké množství významných emírů, jejichž jména jsou uvedena v kronikách Hasana Rūmlūho[13], Eskandara Bega[14] a jiných. Mnoho Bajatštích emírů bylo jmenováno do vysokých pozic mimo kmenového území, např. Gada-Alí Soltan guvernér v Maku z období vlády šáha Abbáse I., jiní k podobným pozicím v Jerevanském okresu, a Ḥosayn-Alī Beg v roce 1598 k vedení velvyslanectví ve Španělsku.[15] Během panování Emír šáha Abbáse I. byli Bajatští vojáci posláni do Ázerbájdžánu, kde se také usadili.
2. Dvě skupiny Bajatů žily v Diyarbakırském regionu v rámci uskupení Boz Ulus.[16]
3. Mnohem důležitější byli Šam Bajati v Anatolii, kteří – jak jejich název napovídá – se sem přistěhovali ze Syrského Damašku. Bajati, Afšarské kmeny a Begdiliové v Sýrii a jihovýchodní Anatolií hráli důležitou roli v ustavení Dulkadyrského bejliku (1339 – 1521) a šíření do Sivassko-Yozgatského regionu, a byli nazýváni také Dulkadïrlï Bayat. Z velké části se usadili kolem Gedüku v okrese Yozgat, kde byli známí jako Boz Ok. Později se stali Ší'ity a připojili se k Safaviyyům. Příbytkem Šam Bajatské skupiny se stal Yeni-Il → Nové území (severně od Malatye), a taky Amasya, kde byli známí jako Ulu-Yörük, okolí Ankary, a Maraşe, a ještě dál v Kütahie a Antalie. Informací o časech a okolnostech jejich stěhování je málo, zaznamenána je jenom skutečnost o Boz Uluse a Yeni-Ilu[15] Tito Ak Bajati se stěhovali do centrální Anatolie v letech 1022 – 1613. Ostatní přijeli do Íránu s Kadžárskými klany v závěse Ak Kojunlū. Kadžárovci žili v Ázerbájdžánu, zejména kolem Gandžy a Bardy, ale není jasné, kteří z Kadžárovských emírů byli Bajatského původu. V době Safíovské dynastie (1501 – 1736) tvořili zástupci kmene Ak-Bajatů aristokratickou šlechtu na jejím dvoře.[17] Jako potomkové Ak-Bajatů se objevily některé rody, jako je například Kádžárovci (1781–1925).[8]
4. Bajati v Iráku, sestávající z třinácti klanů, žili hlavně v okolí Kirkúku. Jsou tam ještě dnes, někteří následují svůj starý způsob života, ale nejvíce jich nyní pracuje v sedavém zaměstnání.

### Toponyma
Bajati byli hlavním oguzským kmenem. Toto pojmenování nese několik míst a osob spojených s legendou. Dnes jsou jejich hlavní přežívající skupiny pojmenovány Pahlavanlu a Rajhanlu. Přesto toponyma z 11. – 16. století ukazují, že dnešní Bajatské kmeny musely sehrát významnou roli při dobytí a kolonizaci Anatolie. Zde Bajati rozšířili své hlavní oblastní usídlení v provinciích Konya, Bursa, Afyon, Balıkesir a Kütahya.
Na počátku 20. století bylo nalezeno toponyma „Bajat“ v těchto místech:
- 37 míst v Turecku.[18]
- 26 míst v Íránu nese toponyma Bayat a Bayāt, Bayātān, Bayātlū, Bayātlar. Razmara uvádí dva z nich u Araku, jednoho v blízkosti Zandžánu, jednoho poblíž Orumíje u Reżāʾīya, jednoho v blízkosti Chúzistánu v Dašt-e Mišánu, jednoho při Borudžerdu a jednoho v Chorasáne u Daragazu.[19] P. Oberling zmiňuje klan s názvem Bayat patřící do Kaškajského pokolení ve Fársu[20]
- 5 míst v Ázerbájdžánu v Geokčajském kraji – Bayat-Melik-Ummud, Bayat-Kadyr-Husein v Dževadském kraji – Bayat, v Kubinském kraji – Syndžan Bayat, Uzun Bayat v Šamachyském kraji – Bayat, v Šušinském kraji – Bayat.[21]
- 4 místa v Turkmenistánu nesou jména Bayat, Bayat-Chadži a Bayat-Sindžap.[12]
- 1 místo v Uzbekistánu
- 1 místo v Iráku. Iráčtí Turkmeni jsou z velké části potomky obou větví Bajatů.[8]

Bayat je název obce jižně od Bagdádu a malých domorodých skupin v severní Sýrii.
Malé Bajatské skupiny žijí kolem Damašku, Hamy a Tripolisu, musí být odnoží Halabských Ak-Bajatů.
Kromě toho, příjmení Bajat nebo Bažjat, je běžným jménem turkické komunity, kterou ještě stále nalezneme v Afghánistánu. Zde jsou známí jako klan, který se původně přistěhoval do země s Nádirem Šáhem Afšárským (1688 – 1747).
Příjmení Baijat, také Bhajat, nacházíme v Gudžarátu a v mnoha vesnicích sunnitských randerských rodin, Randerských Suratů čili Surti – Vohra. Tento klan se možná přestěhoval do Indie z Íránu nebo Afghánistánu.
Jméno kmene „Bayatı“ bylo dáno Bajatské pevnosti, postavené v roce 1748 zakladatelem Karabachšského chanátu Panahali-chán Karabagliem.

### Pozoruhodné osobnosti z kmene Bajat
- Jeden z dávných Oguzských hrdinů Dede Korkut, který se stal legendární v dastaně stejného jména
- Hasan Mahmud Bayati, jeden z nejčasnějších tureckých historiků 15. století. Byl také proslulým chovatelem koní[15]
- Muhammad Füzuli, slavný turecko – ázerbájdžánský básník a filozof osmanské éry[8]
- Orudž-bej Bajat, známý pod pseudonymem „Don Juan Perský“, autor známé knihy „Rusko a Evropa očima Orudž-beje Bajata – Dona Juana Perského“,[22] který jako safíovský vyslanec v letech 1599–1601 navštívil Rusko, Německo, Čechy, Itálii, Francii, Portugalsko a Španělsko[23]
- Morteza Gholi Bayat (1890–1958), bývalý premiér Íránu
- Abbas Bayat (* 1947), íránský obchodník
- Ehsan Bayat, afghánsko-americký podnikatel, majitel Ariana Television Network a zakladatel nadace Bayat[24]
- Asef Bayat, íránský profesor sociologie